# Ичиги

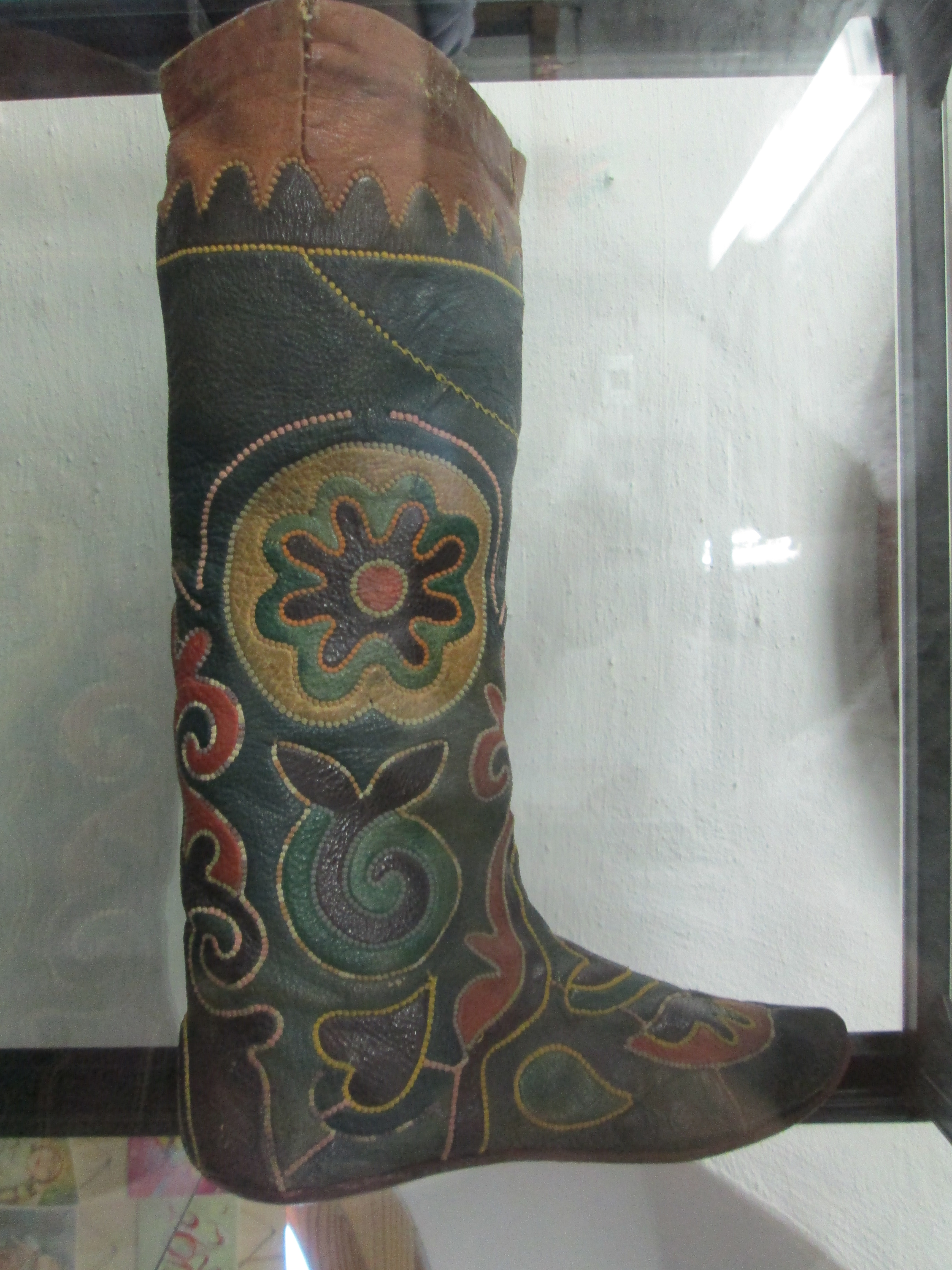
Традиционные татарские ичиги в сувенирной лавке в Казанском кремле

И́чиги — вид лёгкой обуви, имеющей форму сапог, с мягким носком и внутренним жёстким задником. Ичиги были широко распространены у татар и стали неизменным элементом татарского национального костюма.

## Типы
- ичиги хромовые (распространены в Центральной Азии)
- ичиги юфтевые (распространены в Забайкалье, Сибири, на Дальнем Востоке)

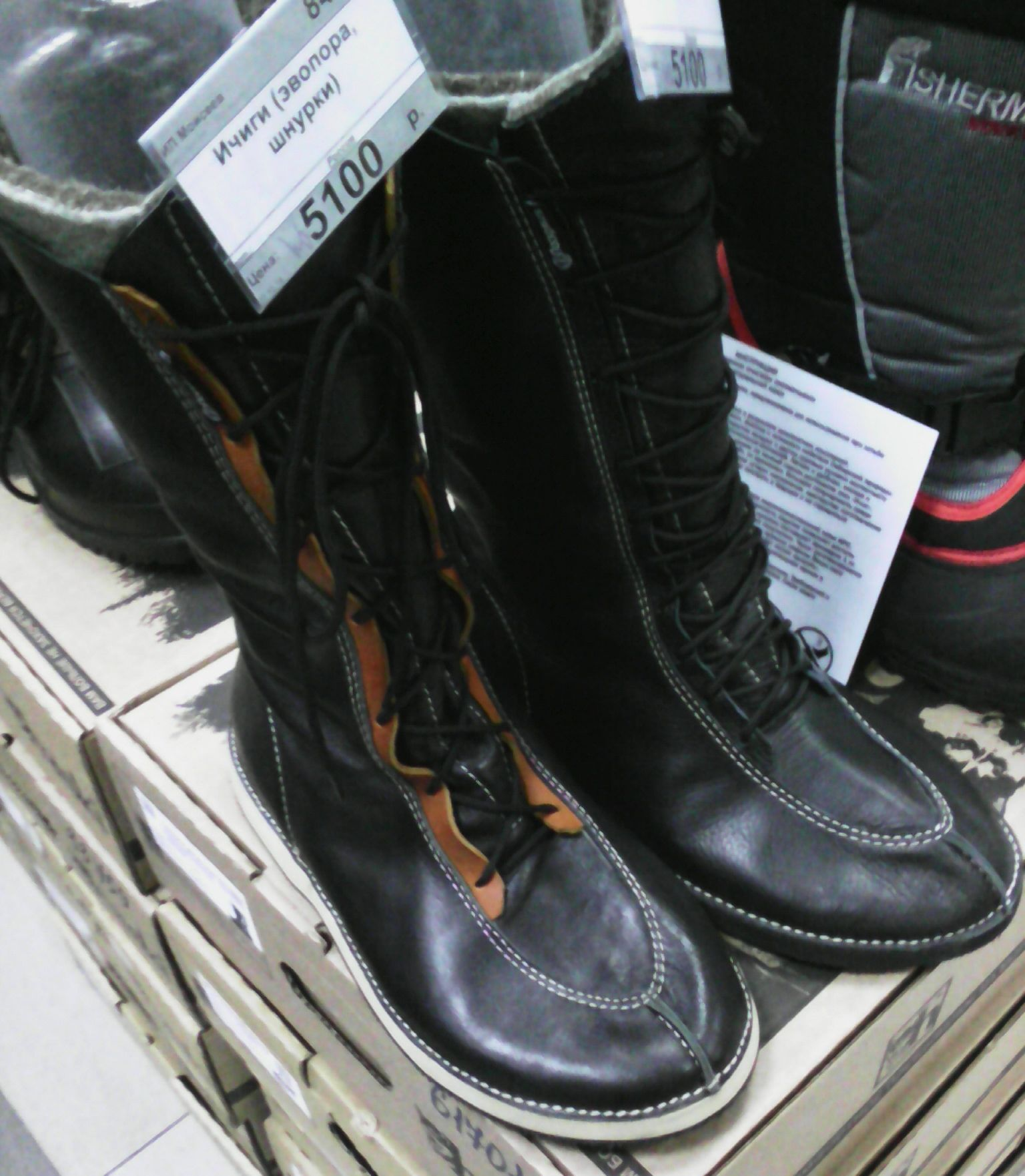
Ичиги со шнурками

## Ичиги хромовые, виды
- по цвету:
  - чёрные
  - цветные (коричневые)
  - яркие (красные, синие, зелёные и т. п.)
- по типу материала переда (верха)
  - ичиги хромовые с верхом из выростка

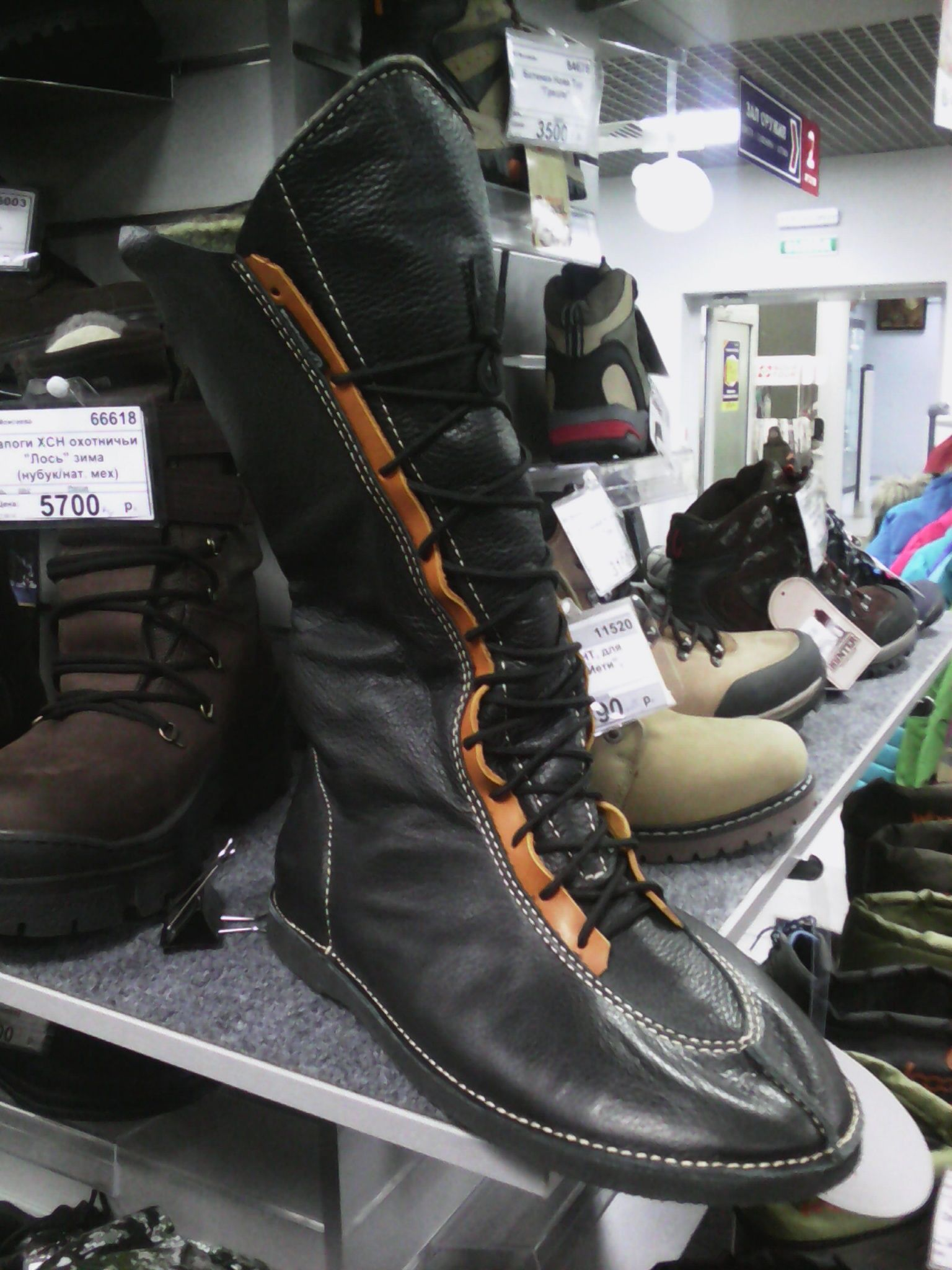
Ичиги со шнурками

  - ичиги хромовые с верхом из опойка
  - ичиги хромовые с верхом из шевро
  - ичиги хромовые с верхом из шеврета
  - ичиги хромовые с верхом из хромовой конины
  - ичиги хромовые с верхом из лаковой кожи
  - ичиги хромовые с верхом из выростка
- по методу крепления подошв
  - ичиги хромовые клеевые
  - ичиги хромовые шитые-втачные
  - ичиги хромовые выворотные

## Ичиги юфтевые, виды
- ичиги юфтевые чёрные
- ичиги юфтевые натурального цвета (жёлтого с коричневым отливом)
- ичиги юфтевые из яловой кожи
- ичиги юфтевые из конской кожи
- ичиги юфтевые из свиной кожи (свиная кожа используется для изготовления только голенища, подставки и прокладки)

## Основные детали
- ичиги хромовые:
  - переда
  - голенища
  - подошвы
  - каблуки
  - поднаряды
  - футоры
  - карманы для жёстких задников
  - задники
  - стельки
  - простилки
  - геленки
  - ушки
- ичиги юфтевые:
  - переда
  - голенища
  - задники
  - подошвы
  - ушки
  - настрочные носки
  - подставки
  - прокладки
  - прошвы